# George Herbert

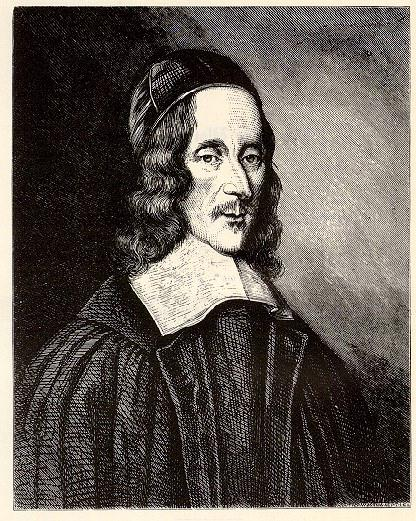
George Herbert

George Herbert  (3 april 1593 - 1 maart 1633) was een Engelse priester en dichter. 
Hij was een broer van de filosoof Edward Herbert of Cherbury (1583-1648). Met zijn bundel The Temple  (1633) werd Herbert een tijdlang het grote voorbeeld voor dichters met een christelijke thematiek. Na een inzinking in de achttiende eeuw herstelde zijn reputatie zich geleidelijk. Tegenwoordig wordt hij algemeen beschouwd als een van de grootste Engelse dichters. Men rekent hem tot de metaphysical poets. Enkele van zijn gedichten, bijvoorbeeld Love (3), zijn zeer bekend door bloemlezingen. Voor de Anglicaanse Kerk is Herbert een heilige (zijn dag is 27 februari).

## Leven
George Herbert werd op 3 april 1593 geboren, waarschijnlijk te Black Hall, niet ver van het aan de familie toebehorende kasteel van Montgomery (Wales). 
Na de dood van zijn vader, in 1596, nam zijn moeder Magdalen (geb. Newport, door haar tweede huwelijk later Lady Danvers) de teugels van het grote gezin stevig in handen. Ze was een vrome protestantse, die midden in de wereld stond. John Donne vereeuwigde haar in zijn gedicht The Autumnal en preekte in 1627 bij haar uitvaart. Ook Francis Bacon behoorde tot haar vriendenkring. Haar invloed op George wordt bijzonder groot geacht.
Op de befaamde Westminster School kon het ongewone taalgevoel van de jongen zich ontplooien. Op een koninklijke beurs studeerde hij vanaf 1609 aan Trinity College te Cambridge. Uit die jaren dateren zijn oudste bewaard gebleven Latijnse en Engelse gedichten. In 1619 werd hij Public Orator van de Universiteit van Cambridge. In deze functie moest hij bijvoorbeeld dankgedichten aan weldoeners van die instelling schrijven of hoge bezoekers namens haar toespreken. Dat gebeurde in het Latijn, dat hij meesterlijk beheerste. 
Waarschijnlijk heeft Herbert lang een loopbaan in de grote wereld geambieerd, zoals voor iemand van zijn afkomst en begaafdheid voor de hand lag. Zijn oudste broer, Edward, was enige jaren Engels ambassadeur in Frankrijk. De jongere Henry kreeg als Master of the Revels (d.i. intendant en censor voor vermakelijkheden) grote invloed aan het Engelse hof. De functie van Public Orator die George bekleedde, werd algemeen beschouwd als een opstapje naar bijvoorbeeld een ministerschap. Hij werd echter priester in de Anglicaanse Kerk. 
Hoe die beslissing precies tot stand kwam, is omstreden. Izaak Walton (The Life of Mr George Herbert, 1670) verdeelt Herberts leven schematisch in een wereldse en een Kerkelijke fase. De overgang zou liggen in een soort nadere bekering die begon met de dood van Jacobus I (1625) en twee andere beschermers. Echter, reeds in 1624 had George zich tot diaken laten wijden. In de Anglicaanse Kerk is dat geen lekenfunctie, maar een stap naar het priesterschap. Wel lijkt hij in een langdurige crisis andere opties dan een bescheiden kerkelijke loopbaan te hebben prijsgegeven. Ook kan het wegvallen van enkele kruiwagens wel een rol hebben gespeeld. Geopperd is dat daarbij moet worden gedacht aan de plotseling afgenomen invloed aan het hof van een andere tak van de familie, de Herberts van Pembroke. Zij hielpen Herbert later bij het vinden van een parochie.
In 1629 trouwde hij met Jane Danvers, een nicht van zijn stiefvader John Danvers. Het huwelijk lijkt gelukkig te zijn geweest. Zelf kreeg het echtpaar geen kinderen, maar het nam wel de zorg op zich voor drie wees geworden nichtjes van George. 
In 1630 werd hij als ‘rector’ (parochiepriester) geïnstalleerd in het landelijke Bemerton nabij Salisbury  (het dorp werd later door de stad opgeslokt). Tot zijn dood, drie jaar later, zou hij deze gemeente met volle overgave dienen. Zijn visie op de taak van de plattelandsgeestelijke legde hij neer in The Countrey Parson (postuum gepubliceerd in 1652). De hoge idealen van dit boekje waren hem ernst. Al zijn parochianen poogde hij op te wekken tot een intenser beleving van het geloof. Door de milde en gezaghebbende wijze waarop hij dat deed, leefde hij nog lang na zijn dood in de herinnering voort als een soort heilige. Walton verbreidde deze reputatie onder een groot publiek in zijn bewonderende Life. En de Anglicaanse Kerk viert op 27 februari de dag van ‘de heilige George Herbert, priester en dichter’. 
Het priesterschap bracht voor Herbert vervulling, maar ook zelfbeperking. Dit was voor hem een zaak van navolging van de dienende Christus, maar de strijd was er soms niet minder om. Vele versregels uit deze jaren getuigen daarvan. Verder bleef zijn kwetsbare gezondheid een bron van zorg. 
Vanaf zijn sterfbed liet Herbert een manuscript met zijn Engelse gedichten zenden naar zijn vriend Nicholas Ferrar. Deze kreeg de vrije hand om over het lot ervan te beschikken. Hij besloot tot publicatie en nog in 1633 kwamen de eerste twee drukken van The Temple van de pers.
De dichter heeft dat niet meer meegemaakt. Hij stierf op 1 maart 1633. Hij ligt begraven nabij het altaar van de nog altijd bestaande parochiekerk van Bemerton in Salisbury.

## The Temple (1633)

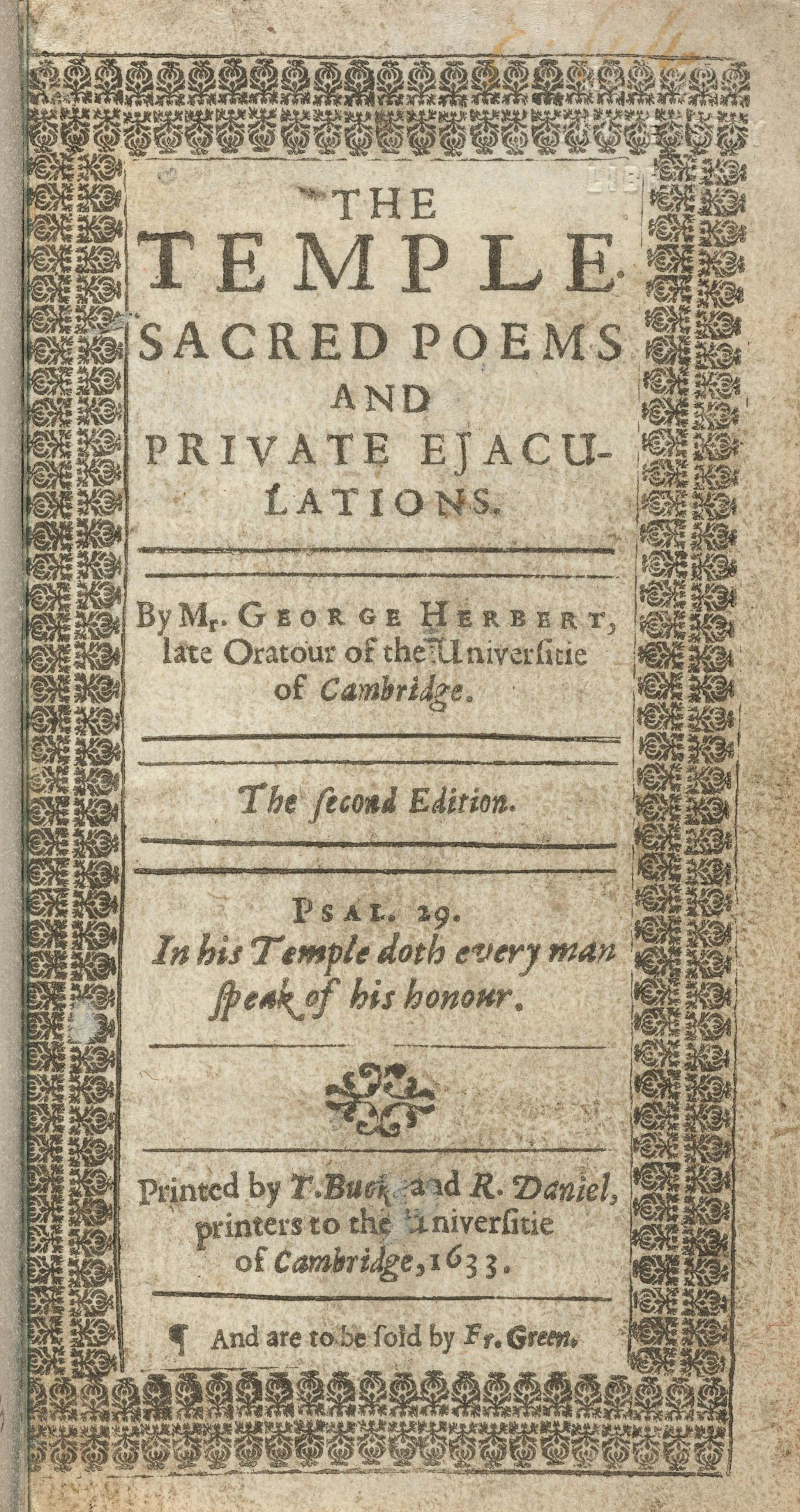
Temple, 1633

Onbekend is hoeveel gedichten van Herbert tijdens zijn leven in manuscript in omloop zijn geweest. Op zeker moment begon hij ze zelf in een bepaalde volgorde te bundelen. 
The Temple omvat drie afdelingen, genaamd The Church-Porch, The Church en The Church Militant. De eerste afdeling bestaat uit één lang gedicht, vol spits geformuleerde levenslessen, getiteld Perirrhanterium (= wijwaterkwast). De laatste afdeling bevat een geestig leerdicht over de weg van de kerk op aarde. De middelste afdeling omvat 162 gedichten van uiteenlopende omvang. In het begin wordt de volgorde ervan bepaald door de kerkelijke feesten, later meer door de geestelijke weg van de ik-figuur. Een ongewoon rijk scala aan ervaringen en stemmingen wordt hier onder woorden gebracht. Zo zijn er haast vertwijfelde verwijten aan God:
O that thou shouldst give dust a tongue
To crie to thee,
And then not heare it crying! all day long
My heart was in my knee,
But no hearing.
(uit: Deniall)
En ook diepe dankbaarheid:
And now in age I bud again,
After so many deaths I live and write;
I once more smell the dew and rain,
And relish versing: O my onely light,
It cannot be
That I am he
On whom thy tempests fell all night.
(uit: The Flower)
Een belangrijk kenmerk van het onderdeel The Church is de grote verscheidenheid aan strofevormen. Hier is de invloed merkbaar van de Engelse vertaling en bewerking van de psalmen door Philip Sidney (1554-1586) en zijn zuster Mary Herbert (1561-1621; zij was gehuwd met een van de Herberts van Pembroke, de andere grote tak van Herberts familie). Ook de omvang van The Church doet denken aan dat voorbeeld, evenals aan de 154 sonnetten van William Shakespeare. Laatstgenoemde deed zijn bundel volgen door een lang gedicht vanuit een nieuw perspectief, The Lovers Complaint. Dit procedé, van meer dichters in die tijd bekend, past ook Herbert toe: op The Church laat hij The Church Militant volgen.  Door de toevoeging van nog een afdeling vóór het geheel ontstond een drieluik. Dit zal een verwijzing zijn naar de drie-eenheid. Deze opzet gaf de dichter de vrijheid enkele minder geslaagde gedichten over de drie-eenheid terzijde te leggen.
Sommige gedichten uit The Temple komt men regelmatig tegen in bloemlezingen, bijvoorbeeld het slotgedicht van The Church, het derde met de titel 'Love' en daarom bekend als Love (3): ‘Love bade me welcome…’.

## Levensbeschrijvingen
In 1652 gaf Barnabas Oley in Herberts Remains een levensschets van de dichter. Dit was het uitgangspunt voor Izaak Waltons Life of Mr George Herbert (1670), een klassieker van de zeventiende-eeuwse grootmeester van de biografie… en van de hengelsportliteratuur: ook in zijn The Compleat Angler verschijnt Herbert ten tonele. Veel moderne historici en biografen oordelen dat Oley en Walton hun held te veel tot een heilige van het establishment in de Anglicaanse Kerk maakten.
Een informatieve en fijnzinnige moderne biografie is A Life of George Herbert (1977) van Amy M. Charles. 
Christina Malcolmsons George Herbert: A Literary Life (2004) is belangrijk voor de discussie over Herberts wereldse ambities.

## Werken buiten The Temple

### Engels proza
A Priest to The Temple. The Countrey Parson – Een ideaal karakterbeeld van de plattelandsgeestelijke. Eerste uitgave, door Barnabas Oley, in 1652. Oley heeft mogelijk de titel bedacht.
Briefe Notes on Valdesso’s Considerations  – Een positief-kritische bespreking van een werk van de Spaanse humanist Juán de Valdés (1500–1541). De in 1638 verschenen Engelse vertaling van diens Honderd en tien overwegingen bevatte Herberts aantekeningen en zijn brief aan de vertaler.
A Treatise of Temperance and Sobrietie – Herberts vertaling en bewerking van (een Latijnse vertaling van) een verhandeling over gezond leven door Ludovico Cornaro. De vertaling verscheen in een bundel die in 1634 gepubliceerd werd.
Enkele Engelse brieven bleven in handschrift bewaard. 
Van één redevoering die Herbert als Public Orator hield werd in 1623 ook een Engelse vertaling uitgegeven.
Ook de spreekwoordenverzameling van de gebroeders Herbert (zie hieronder) kan men tot het Engels proza rekenen, namelijk voor zover buitenlandse spreekwoorden werden vertaald. Hier is echter volstrekt niet meer uit te maken wat de bijdrage van elk van beide broers is geweest.

### Spreekwoordenverzameling
Samen met zijn broer Henry was George Herbert een verwoed verzamelaar van spreekwoorden in alle talen. In 1640 werd een groot aantal daarvan in het Engels gepubliceerd als Outlandish Proverbs, selected by Mr.G.H. In 1651 volgde een vermeerderde uitgave onder de titel Jacula Prudentium. De spreekwoorden worden door uitgevers wel onder  het Engels proza gerekend, maar vormen uiteraard een bijzondere categorie.

### Latijnse en Griekse werken
Memoriae Matris Sacrum (1627) – Latijnse en Griekse gedichten ter nagedachtenis van zijn in 1627 overleden moeder. Het boekje bevat ook de door John Donne uitgesproken lijkrede.
Van de redevoeringen uitgesproken als Public Orator van de universiteit van Cambridge werden er twee gepubliceerd (beide in 1623, de eerste vergezeld van een Engelse vertaling). Een andere redevoering bleef in een archief bewaard.
Andere Latijnse werken (gedichten en brieven) zijn in manuscript bewaard. 	
Herbert assisteerde Francis Bacon bij de vertaling in het Latijn van The Advancement of Learning.

## Uitgaven
The Works of George Herbert, edited with a commentary by F.E. Hutchinson, Oxford, Clarendon Press, 1941(1), 1945(2). (De omvangrijke standaard-uitgave, onmisbaar voor wetenschappelijk werk.)
The Complete English Works by George Herbert, edited by Ann Slater, Everyman's Library 204, 1995. (Bevat behalve de Engelse poëzie het Engelse proza, waaronder ook begrepen de Outlandish Proverbs, een in 1623 uitgegeven vertaling van een Latijnse toespraak, Engelse brieven en Herberts testament. Verder werd Waltons Life of Mr George Herbert opgenomen. Gemoderniseerde spelling.)
George Herbert. The Complete English Poems, edited by John Tobin, Penguin Classics, 1991. (Bevat ook enkele Latijnse gedichten met vertaling, The Countrey Parson en Waltons Life of Mr George Herbert. De verklarende noten verraden een minder vaste hand dan die van Hutchinson. Gemoderniseerde spelling.)
The Works of George Herbert, edited by Tim Cook, Wordsworths Poetry Library, 1994. (Een van de goedkope uitgaven. Bevat onder een te weidse titel alleen de Engelse gedichten, in gemoderniseerde spelling en met nogal wat toegevoegde leestekens. Geschikt voor een eerste kennismaking.)